# Lau Pa Sat
Lau Pa Sat (kinesiska: 老巴刹, pinyin: Lǎo Bāshā) är en historisk byggnad i centrala Singapore. Den uppfördes år 1824 som en fiskmarknad och byggdes om år 1838. Byggnaden flyttades sedan och byggdes upp igen på dess nuvarande plats år 1894. Byggnaden hyser olika restauranger som säljer lokala maträtter. Lau Pa Sat är en av de äldsta viktorianska byggnaderna i Sydostasien och en av de första byggnaderna i Asien som konstruerades i färdigtillverkat gjutjärn.